# Undervattenshabitat

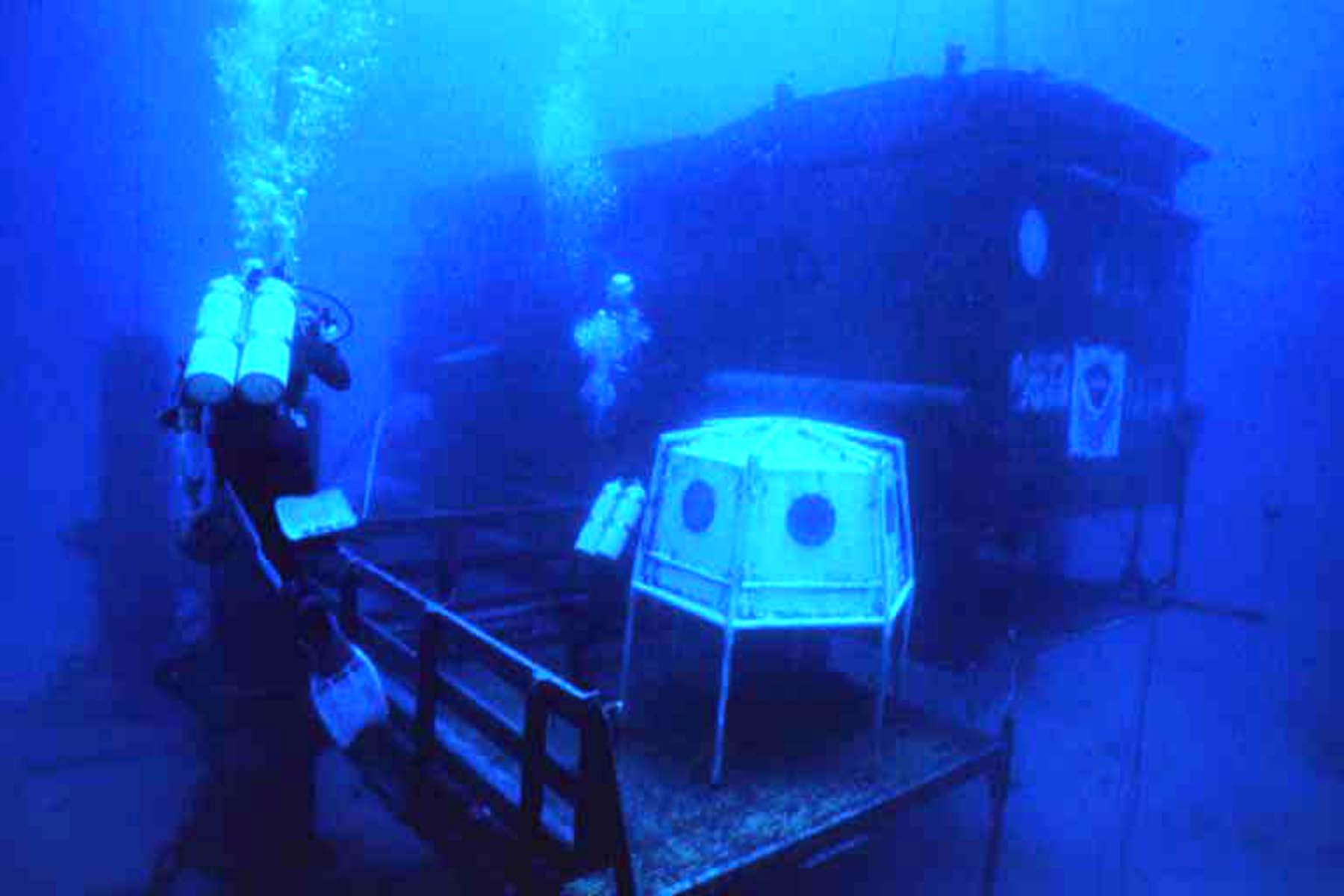
Aquarius undervattenshabitat

Ett undervattenshabitat består av en luft- eller gasfylld undervattensbyggnad eller undervattenshus där människor kan leva en eller flera dagar under vattnet. Besökarna i habitatet kan utföra de flesta normala 24-timmarsrutiner i undervattensbyggnaden d.v.s. äta, sova och arbeta. Ett stort antal habitat har byggts sedan början av 1960-talet, huvudsakligen för forskningsändamål.

## Olika slags habitat
Det finns två olika slags undervattenshabitat
- Habitat vars inre lufttryck är lika stort som det yttre vattentrycket.
- Habitat vars inre lufttryck motsvarar lufttrycket vid havsytan.

## Conshelf I, II och II
Undervattenshabitat utvecklade av den franska aquanauten Jacques Costeau. Det första undervattenshabitatet, Conshelf I, byggdes år 1962 och sjösattes utanför Marseille. I habitatet bodde två dykarlag på 10 meters djup under en veckas tid. I Conshelf II, som sjösattes 1963 i Röda Havet, levde tio personer, tio meter under havsytan, i 30 dagar. I Conshelf III, som sjösattes på 100 meters djup utanför Marseille, levde 6 personer på 100 meters djup under 3 veckors tid. Conshelf I, II och II innebar ett stort vetenskapligt genombrott då det bevisade människans förmåga att leva under vattnet vid ett betydligt högre tryck än vid havsytan.

## SEALAB I, II och III

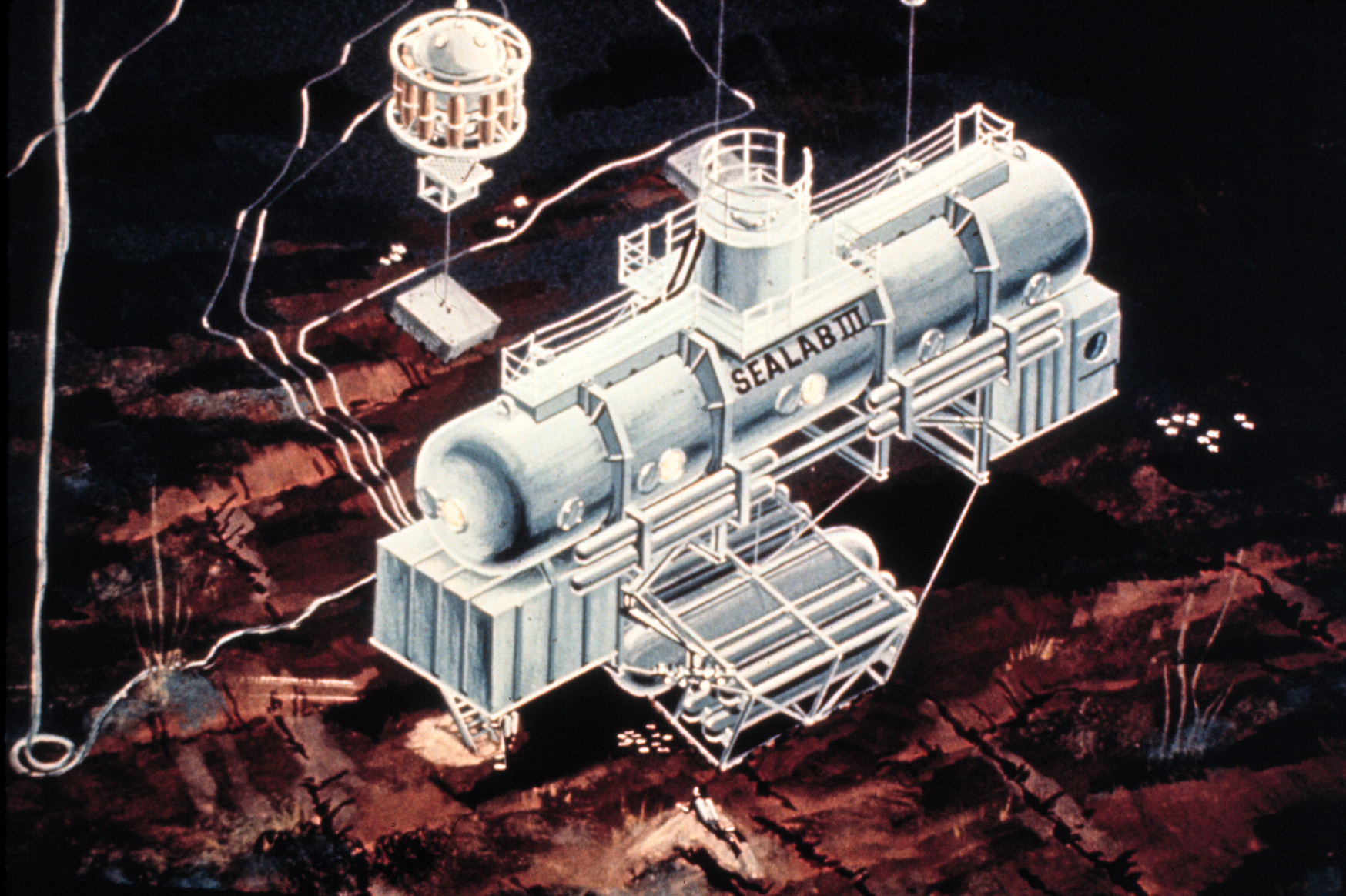
SEALAB III

SEALAB utvecklades av den amerikanska flottan för att genomföra experiment med mättnadsdykning. De tre olika habitaten sänktes successivt ned till ökade djup. Experimenten avslutades när SEALAB III nådde 185 meters djup.

## Tektite I och II
Habitat designade och byggda av General Electric. Undervattenshabitaten användes av NASA för att studera hur människor klarade av att leva under extremt isolerade förhållanden.

## Hydrolab

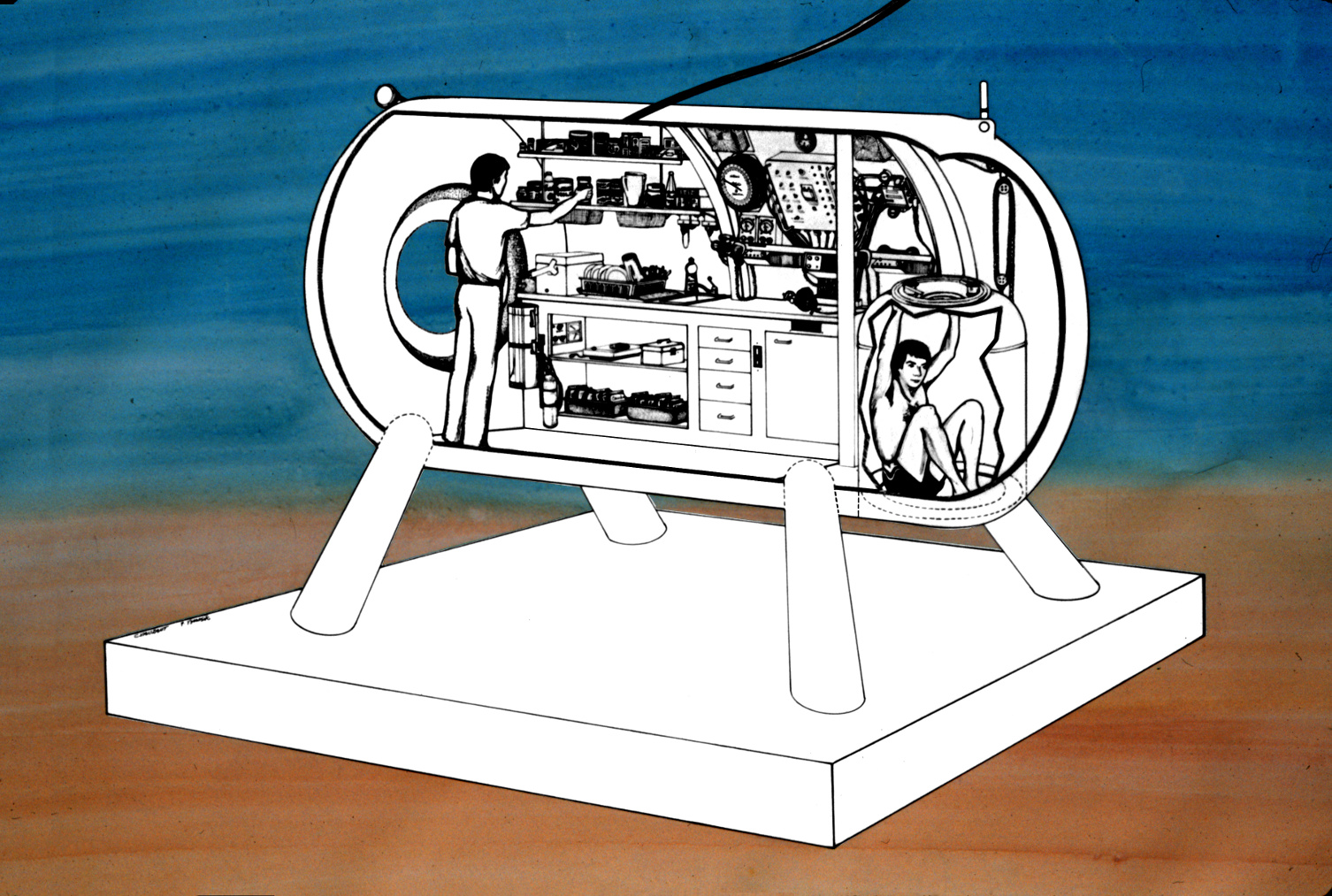
Hydrolab

Forskningsstationen Hydrolab användes av NOAA (ungefär USA:s motsvarighet till SMHI). 180 uppdrag genomfördes i stationen, som var stationerad på Bahamas och senare på St Croix i Karibiska havet. Undervattenshabitatet används inte längre och är idag placerat som ett museiföremål på NOAA:s högkvarter i Silver Spring i Maryland i USA.

## Aquarius

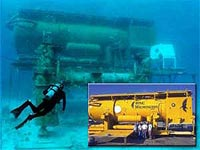
Aquarius

Huvudartikel: Aquarius (laboratorium)
Aquarius är ett undervattenshabitat beläget på 20 meters djup utanför Florida keys. Habitatet drivs av NOAA och används för forskning kring marinbiologi, dykutrustning och dykmetoder. Habitatet utnyttjats även av NASA för att simulera förhållanden under rymdfärder och träna astronauter. Fyra till sex besökare kan stanna 1-2 veckor på Aquarius.

## MarineLab
Marint laboratorium som har använts för observation, forskning och utbildning. NASA använde laboratorium för sin forskning på Controlled Ecological Life Support Systems (CELLS). MarineLab ligger idag i anslutning till Jules Undersea Lodge.

## La Chalupa Research Laboratory

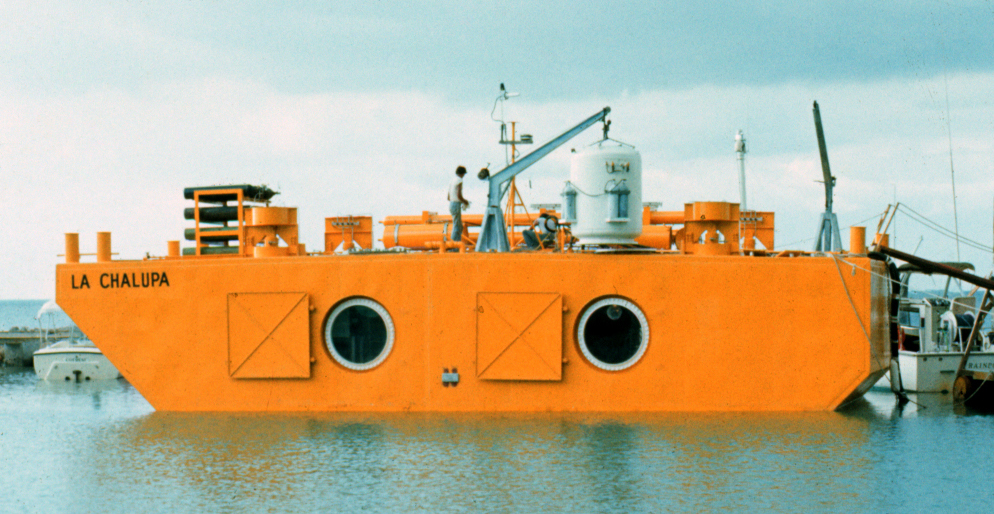
La Chalupa research laboratory

Undervattenslaboratorium konstruerat av Ian Koblick. Under det tidiga 1970-talet var La Chalupa Research Laboratory det mest avancerade undervattenslaboratoriet i världen. I mitten av 1980-talet omvandlades laboratoriet till världens första undervattenshotell, Jules Undersea Lodge, som sedan dess har haft mer än 10 000 övernattningar.

## Biosub
Litet undervattensrum byggt av den australiensiske marinbiologen och äventyraren LLoyd Godson. I biosub genererade Lloyd Godson sin egen energi genom att cykla. Syre till habitatet genererades med egna syreproducerande alger.

## Expedition Atlantica
Projekt som avser att sjösätta en permanent undervattenskoloni sommaren år 2013. Projektet leds av Dennis Chamberlain med stöd av den amerikanske filmregissören James Cameron. Den första undervattensmodulen, Leviathan, är under konstruktion.

## Populärkultur
- The Abyss, film av James Cameron från 1989 som utspelar sig i ett undervattenshabitat.
- Deep Blue Sea, en film från 1999 som delvis utspelar sig i ett stort undervattenshabitat kallat Aquatica.
- The Sphere, en film från 1998 som utspelar sig i en undervattensbyggnad/rymdfarkost som hittas på botten av Stilla Havet.
- Älskade spion, filmens skurk Karl Stromberg bor i ett undervattensfort.
- Lost, en byggnad kallad för the Looking Glass har byggts av Dharma Initiativet